# Zamagurze

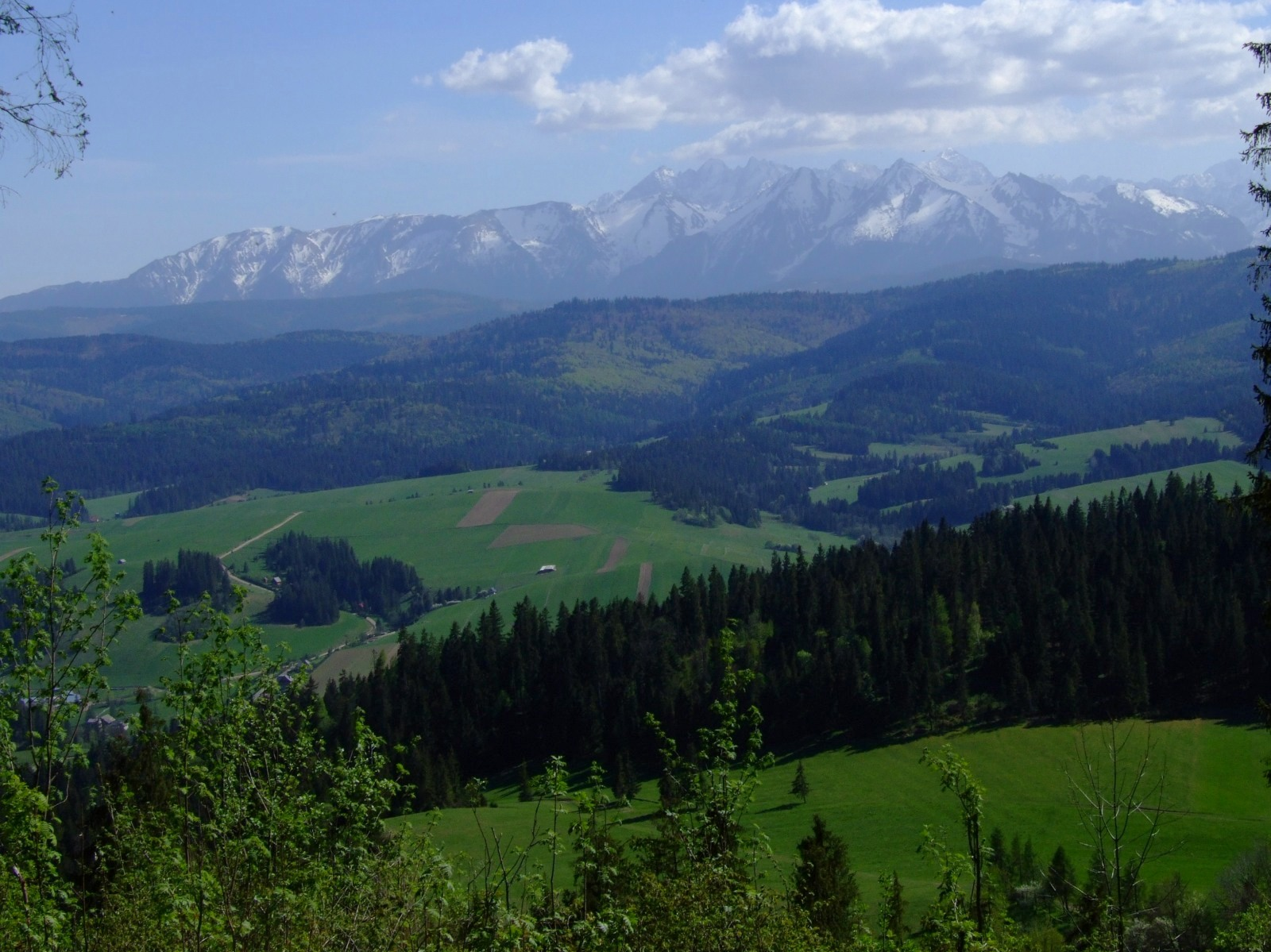
Zamagurze w okolicy Łapsz Wyżnych i Tatry

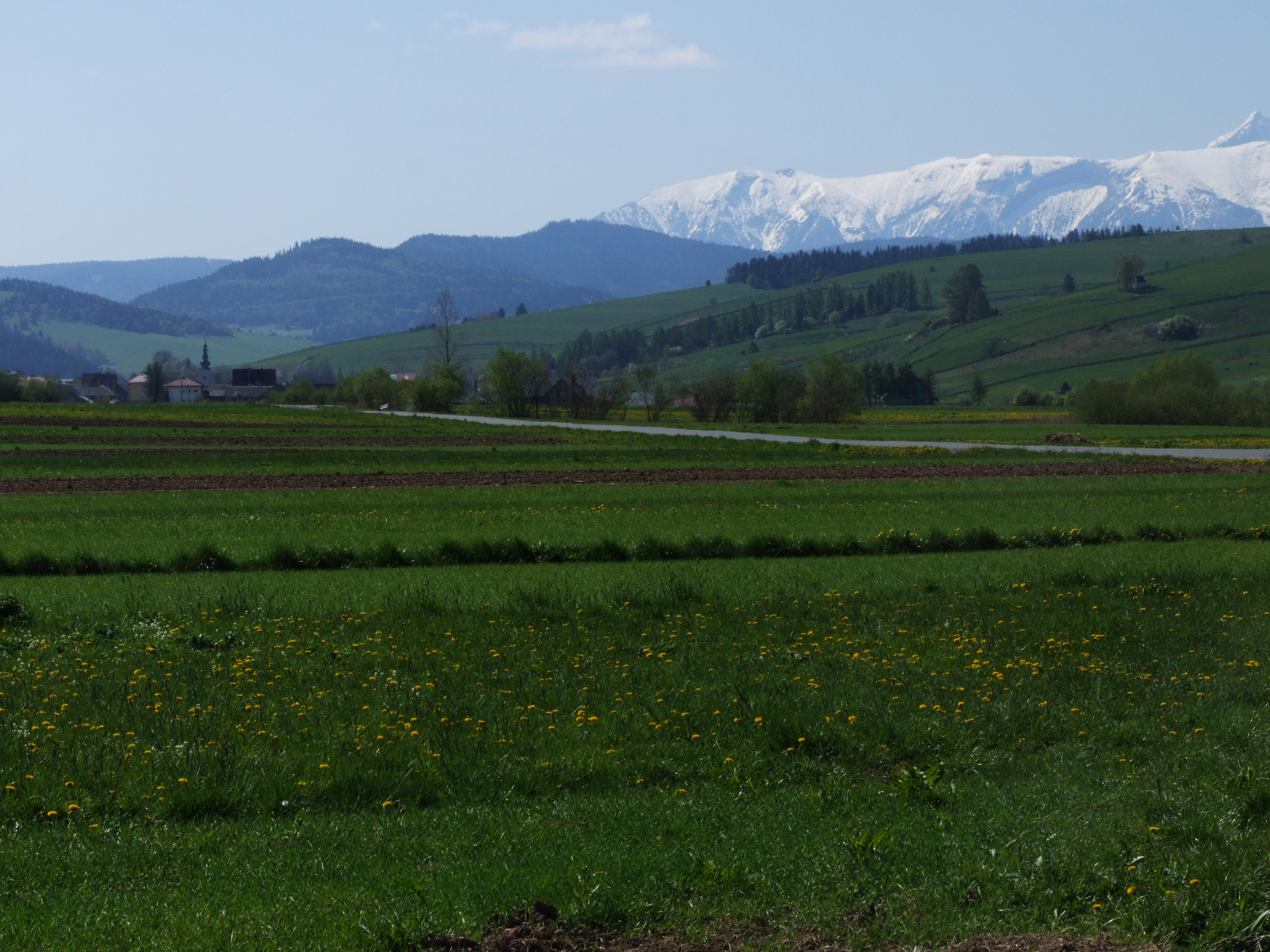
Zamagurze w okolicach Kacwina

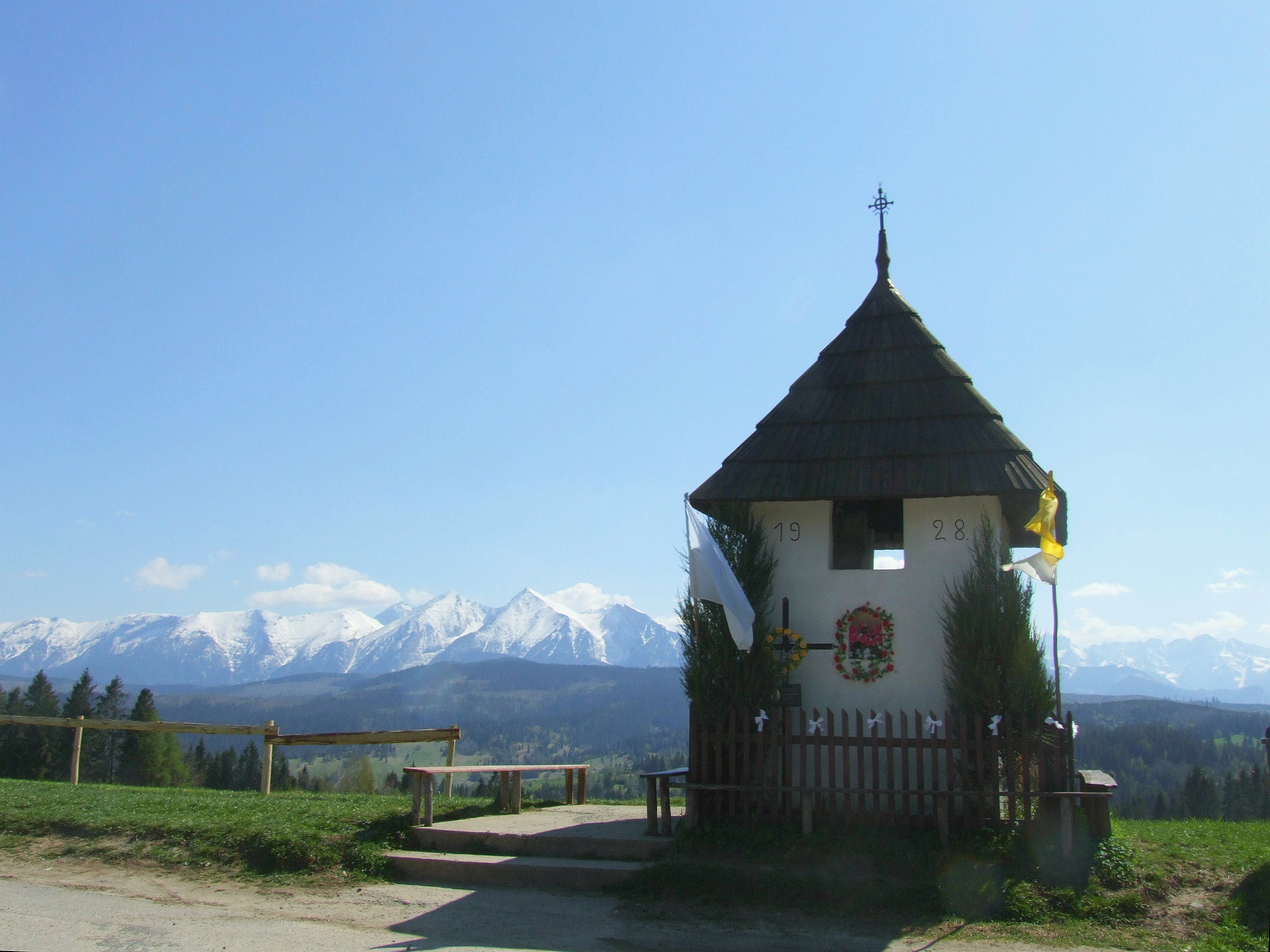
Kapliczka na Przełęczy nad Łapszanką

mapa

Zamagurze, albo Zamagurze Spiskie (słow. Zamagurie) – niewielki subregion geograficzny w północnej części Pogórza Spiskiego i etnograficzny w północnej części Spisza. Przedzielony jest granicą polsko-słowacką.

## Zamagurze jako region geograficzny
Jako region geograficzny stanowi tylko część Pogórza Spiskiego i obejmuje tereny między Kotliną Spiską na południu a Pieninami Spiskimi na północy oraz Białką na zachodzie i doliną Rieki (w Starej Wsi Spiskiej) na wschodzie. Doliny potoków Łapszanka, Kotarne, Strzyżawkowy Potok, Kacwiński Potok i Kacwinianka dzielą Zamagurze na kilka grzbietów. Za najwyższy szczyt Zamagurza uchodzi Kuraszowski Wierch (1038 m). Według wyników pomiarów, umieszczonych na stronie Geoportalu minimalnie wyższy od niego może być Dudasowski Wierch (1038 m).  Najwyższym szczytem całej polskiej części Pogórza Spiskiego jest graniczny Górków Wierch (1046 m). Inne ważniejsze wzniesienia to: Pawlików Wierch (1016 m), Piłatówka (1004 m), Pusty Wierch (984 m), Holowiec (1035 m), Pieski Wierch (980 m), Petrelovka (940 m), Groń (791 m).

## Zamagurze jako region etnograficzny
Jako region etnograficzny jest pojęciem szerszym i obejmuje również miejscowości położone na północy po dolinę Dunajca i jego dopływu Lipnika, a również miejscowość Nową Białą położoną po drugiej stronie rzeki Białka. Tak więc etnograficznie do Zamagurza należą miejscowości położone na Pogórzu Spiskim, w Pieninach Spiskich i niektóre leżące w Kotlinie Nowotarskiej.
W okresie średniowiecza Zamagurze stanowiło dobra klucza zamku niedzickiego. Należało w całości do Węgier, od 1920 częściowo do Polski, częściowo do Słowacji. W większości zamieszkuje je ludność góralska narodowości polskiej. Niektóre słowackie miejscowości zamieszkiwali Rusini, obecnie Słowacy wyznania greckokatolickiego. Głównym słowackim ośrodkiem Zamagurza jest miasto Stara Wieś Spiska. W głębi gór znajdują się zamieszkałe przez dawnych Rusinów mniejsze słowackie miejscowości: Osturnia, Wielka Frankowa i Frankówka. Po polskiej stronie główne miejscowości to: Czarna Góra, Dursztyn, Falsztyn, Frydman, Jurgów, Kacwin, Krempachy, Łapszanka, Łapsze Niżne, Łapsze Wyżne, Niedzica, Nowa Biała, Rzepiska, Trybsz.

## Turystyka
Zamagurze obfituje w atrakcje turystyczne. Najbardziej znanymi są:
- Pieniński Przełom Dunajca ze spływami na tratwach i ścieżką turystyczną z Czerwonego Klasztoru do Leśnicy,
- zapora wodna w Niedzicy i Jezioro Czorsztyńskie,
- zamek w Niedzicy,
- klasztor kartuzów w Czerwonym Klasztorze,
- zabytki architektury ludowej we wsiach Osturnia i Jezierska,
- co roku pod koniec czerwca w Czerwonym Klasztorze odbywa się festiwal Zamagurské folklórne slávnosti.